# Kościół Matki Boskiej Nieustającej Pomocy w Warszawie (stary)
Kościół Matki Boskiej Nieustającej Pomocy w Warszawie (stary) – dawny kościół parafialny należący do parafii Matki Boskiej Nieustającej Pomocy w Warszawie Kościoła Starokatolickiego Mariawitów w RP. Znajduje się w warszawskiej dzielnicy Wola, na osiedlu Ulrychów, na terenie cmentarza mariawickiego, przy ulicy Wolskiej.
Budowa świątyni została ukończona w 1934 roku. Podczas kampanii wrześniowej i powstania warszawskiego kościół został zniszczony. W 1955 roku władze Kościoła mianowały proboszczem kapłana Bernarda Kuklę i powierzyły mu odbudowę świątyni. Dzięki jego poświęceniu, ofiarności mariawitów i wsparciu organizacji ekumenicznych w dniu 23 października 1960 roku biskup naczelny Maria Michał Sitek poświęcił kościół pod wezwaniem Matki Boskiej Nieustającej Pomocy. Siedem lat później, w dniu 8 kwietnia 1967 roku, biskup Maria Innocenty Gołębiowski poświęcił w świątyni organy o siedmiu głosach. Na początku lat dziewięćdziesiątych XX wieku pogorszył się stan techniczny kościoła – jego mury zaczęły pękać na skutek ruchu na pobliskiej, nowo oddanej linii tramwajowej. W związku z tym została podjęta decyzja o budowie większej świątyni, konsekrowanej w 1997 roku.